# Rafi Malkiel
Rafi Malkiel (hebräisch רפי מלכיאל; * 14. April 1972 in Jerusalem) ist ein israelischer Jazzmusiker (Posaune, auch Euphonium, Komposition).

## Wirken
Malkiel studierte zunächst an der New School bis zum Bachelorabschluss, um dann an der Manhattan School of Music den Master zu erlangen. Er arbeitete mit Willie Colón, der Big Band von Jason Lindner und mit der für einen Grammy nominierten kolumbianischen Sängerin Totó la Momposina. Reggie Workman holte ihn in sein Live-Projekt zur Neuaufführung von John Coltranes Africa Brass. Weiterhin war er Mitglied in Arturo O’Farrills Afro-Latin Jazz Orchestra.
Malkiels selbstproduziertes Debütalbum mit dem Titel My Island wurde 2007 unter Mitwirkung von Anat Cohen, Howard Johnson und Andy González veröffentlicht. 2010 folgte mit einem mittelformatigen Ensemble sein Album Water, das bei Tzadik erschien. Er präsentierte seine Kunst beim JVC Jazz Festival, den WOMAD-Festivals in Griechenland, Neuseeland und Australien sowie dem Red Sea Jazz Festival. Er ist auf Alben von Ray Anderson, Salsa Picante, Totó la Momposina, Loren Schoenberg, Graham Collier, Marilyn Mazur, Hector Martignon, dem Afro-Latin Jazz Orchestra und Gregg August (Dialogues on Race Volume One) zu hören.
Malkiel ist auch an mehreren Film- und TV-Titelsongs in Israel beteiligt, darunter der Musik zum Film „Souvenirs“, der den ersten Platz beim Doc-Aviv -Festival und den Israeli Academy Award für den besten Dokumentarfilm 2006 gewann. Er komponierte auch eine Ballettmusik.